# Ispakaia
Ispakaia o Išpakāya va ser un rei escita que va governar durant el període de la presència escita a l'Àsia occidental al segle vii aC.

## Nom
Išpakāya (𒁹𒅖𒉺𒅗𒀀) és la forma accàdia del nom escita *Spakāya, una derivació hipocorística de la paraula *spaka, que significa «gos».

## Antecedents històrics
Als segles VIII i VII aC, hi van haver diversos moviments de les tribus nòmades de l'estepa eurasiàtica, que van desplaçar els escites al sud-oest asiàtic. Aquest moviment va començar quan una altra tribu nòmada també d'origen irànic i relacionada amb els escites, potser els massàgetes o els issedons, va emigrar cap a l'oest, obligant els primers escites a desplaçar-se també cap a l'oest creuant el riu Araxes (o el Volga). Els escites entraven al territori dels cimmeris.
Per la pressió escita, els cimmeris van emigrar cap al sud al llarg de la costa de la mar Negra i van arribar a Anatòlia. Els escites més tard van marxar cap al sud, seguint la costa de la mar Càspia fins a arribar a les estepes del Caucas del Nord, des d'on es van desplaçar cap a la regió de l'actual Azerbaidjan, on es van establir i van convertir la Transcaucàsia oriental en el seu centre d'operacions a l'Àsia occidental fins a principis del segle vi aC. Durant aquest període, la seu dels reis escites es trobava a les estepes al nord del Caucas, i el contacte amb les civilitzacions de l'Àsia occidental van tenir una influència important en la formació de la cultura escita.

## Regnat d'Ispakaia
Quan van entrar a l'Àsia occidental, els escites d'Ispakaia es van aliar amb els cimmeris, i els dos grups, van establir també una aliança amb els medes, un grup ètnic irànic d'Àsia occidental amb qui els escites i els cimmeris hi tenien un parentiu llunyà. Van amenaçar la frontera oriental del regne d'Urartu durant el regnat del rei Argisti II (714 aC - 680 aC). El successor d'Argisti II, Rusa II, va construir diverses fortaleses a l'est d'Urartu, entre d'altres la de Teishebaini, per prevenir i repel·lir els atacs dels cimmeris, dels manna, dels medes i dels escites.
Els escites es mencionen als registres de l'Imperi Neoassiri, entre els anys 680/679 aC i el 678/677 aC, quan Ispakaia va establir una aliança amb els manna i els cimmeris i van atacar conjuntament l'Imperi Neoassiri. Durant aquest temps, els escites dirigits per Ispakaia, i aliats de Rusa II d'Urartu, atacaven molt al sud, a la província assíria de Zamua. El rei assiri Assarhaddon va derrotar aquests exèrcits aliats.
Els manna, amb un grup oriental dels cimmeris que havien emigrat a l'Altiplà Iranià i els escites (que havien atacat les terres frontereres d'Assíria des de tot el territori del regne de Khubuixkia), van ampliar els seus territoris ocupant territoris d'Assíria i capturant les fortaleses de Šarru-iqbi i Dūr-Ellil. Potser hi va haver negociacions entre els assiris i els cimmeris, on s'hauria acordat que els cimmeris no interferirien en les relacions entre Assíria i Manna. Un endeví babilònic al servei d'Assíria va advertir a Assarhaddon que no confiés ni en els manneus ni en els cimmeris i li va aconsellar que els vigilés de prop. L'any 676 aC, Assarhaddon va organitzar una campanya militar contra Manna, i va matar Ispakaia.
A Ispakaia el va succeir Bartatua, que potser era el seu fill, i que va establir una aliança amb Assíria. El fill de Bartatua i, per tant, el possible net d'Ispakaia, Màdies, portaria el poder escita de l'Àsia occidental al seu màxim nivell.
Els autors grecs i llatins van confondre Ispakaia amb els seus predecessors i successors, fins i tot amb el seu possible net Màdies, i els van convertir en un únic personatge. Deien que va ser el mateix Màdies qui va conduir els escites d'Àsia Central a lluitar contra els cimmeris i després a derrotar els medes i al llegendari rei egipci Sesostris del que parla Heròdot, i imposant el seu domini sobre Àsia durant molts anys abans de tornar a Escítia. Els autors grecoromans posteriors es referien a aquest rei escita amb el nom d'Idantirs o Tanausis. Aquest Idantirs és una figura llegendària, diferent del rei escita històric Idantirs.